# Metope (ninfa)
Metope (in greco antico: Μετώπη?, Metṑpē) è un personaggio della mitologia greca. È una ninfa appartenente alla classe delle Naiadi.

## Genealogia
Figlia di Ladone, sposò Asopo che la rese madre dei maschi Ismeno e Pelagone (o Pelasgo) e delle femmine Egina Tebe, Cercira, Salamina, Peirene, Cleone, Tanagra, Tespia, Asopi, Sinope, Ornia, Calcis, Arpina, Platea ed Eubea.

## Mitologia
Pindaro la cita in una delle sue odi Olimpiche come "Metope Stinfalia" e la riferisce alla sua patria, la città di Stymfalia, situata sulle rive del lago di Stinfalia in Arcadia, nel Peloponneso.
Aeliano, scrive che gli abitanti di Stymfalia le avevano dedicato una statua antropomorfa e che quella dedicata a Metope aveva una forma bovina.
Dopo il matrimonio visse a Philos con il marito Asopo e molte delle sue figlie sono state amate dagli dei e sono diventate eponimo di città od hanno avuto dei figli divenuti eroi.